# Помары (станция)
Пома́ры — станция Горьковской железной дороги РЖД, расположена в посёлке Приволжский Волжского района Республики Марий Эл, Россия, в 17 км севернее города Волжск. Находится на неэлектрифицированной линии Зелёный Дол — Яранск. На станции имеется электрическая централизация путей. С 1 июля 2014 года по 3 июля 2015 года пригородные перевозки по станции не осуществлялись. На станции останавливается фирменный поезд «Марий Эл». К станции примыкают подъездные пути филиала Волжского завода строительных материалов (BIKTON) и Приволжского комбикормового завода — филиала ООО «Птицефабрика Акашевская».

## Перспективы
Станция находится на тупиковой ветке Зелёный Дол — Яранск. В 2019 году активно обсуждалось продление ветки до Котельнича в проекте строительства отрезка Яранск — Котельнич. В начале 2020 проект перенесён в планы до 2030 года. Строительство соединит северную и южную ветку Транссибирской магистрали. Также через станцию Помары проходит маршрут проектируемой высокоскоростной магистрали Москва — Казань.